# Архимандрит Наум (Милковић)
Наум Милковић (Дрвар, 16. март 1989) архимандрит је Српске православне цркве и игуман Манастира Горице.

## Биографија
Архимандрит Наум (Милковић) рођен је 16. марта 1989. године у Дрвару. У родном мјесту борави до 1995. године, кад је услијед ратних неприлика, заједно са породицом био приморан да напусти родно мјесто и настани се у Челинцу недалеко од Бања Луке.
У Челинцу завршава основну школу, након које благословом Епископа горњокарловачког Герасима Поповића, уписује Богословију „Света три Јерарха” у манастиру Крка код Кистања. Након завршеног трећег разреда богословије бива замонашен у Манастиру Горици, од стране Епископа горњокарловачког Герасима 26. августа 2007. године а недуго затим и рукоположен у јерођаконски и свештеномонашки чин. Исте 2007. године постаје игуман манастира.
По благослову Епископа је боравио у Солуну, гдје је на редовним студијама, смјер теологија, на Аристотеловом Универзитету, дипломирао 2014. године.
Исте године усписује и постдипломске студије, на историјском одсијеку, под менторством г. Михаила Тритоса, бившег декана Телошког факултета у Солуну.
Од марта 2015. године јеромонах Наум, одлуком Епископа горњокарловачког  Герасима обнаша дужност архијерејског намјесника карловачког. Дана 21. маја 2015. године, епископ Герасим је за дугогодишње ревносно обављање пастирске службе и служење Цркви Христовој у мученичкој Епархији горњокарловачкој, одликовао достојанством архимандрита, синђела Наума у храму Вазнесења Господњег у Коларићу.
Дана 11. јануара 2018. године на Теолошком факултету Аристотеловог Универзитета у Солуну, архимандрит Наум је пред трочланом комисијом одбранио магистарску тезу: "Сава, епископ горњокарловачки. Живот и дјело.

## Књижевна дела

### Написао
- Сава, Епископ Горњокарловачки - Живот и Дијело.